# Wissenschaftliche Vereinigung für das gesamte Regulierungsrecht
Die Wissenschaftliche Vereinigung für das gesamte Regulierungsrecht ist eine nicht rechtsfähige Vereinigung von Professorinnen und Professoren des öffentlichen und privaten Rechts, die sich der unabhängigen Erforschung regulierungsrechtlicher Fragen widmet. Gegenstände sind insbesondere die regulierten Netzwirtschaften in den Bereichen Energie, Telekommunikation und Internet, aber auch andere regulierte Bereiche wie das Bank- und Versicherungswesen oder das Gesundheitswesen.

## Gründung und Aktivitäten
Die Vereinigung wurde im November 2013 auf Initiative von Franz Jürgen Säcker, Matthias Schmidt-Preuß, Torsten Körber, Jürgen Kühling und Matthias Ruffert und Daniel Zimmer gegründet. Ihr gehören derzeit 65 Professorinnen und Professoren aus Deutschland, Österreich und der Schweiz an. Die Vereinigung trifft sich in regelmäßigen Abständen zu wissenschaftlichen Symposien, deren Inhalte in Tagungsbänden dokumentiert werden, bisher
- 2013 (Berlin): Grundsatzfragen des Regulierungsrechts
- 2014 (Bonn): Regulierung und Gemeinwohl
- 2016 (Göttingen): Regulierung – Wettbewerb – Innovation
- 2018 (Regensburg): Neue Gemeinwohlherausforderungen – Konsequenzen für Wettbewerbsrecht und Regulierung
- 2020 (Bonn): Regulierung für Algorithmen
- 2022 (Berlin): Regulierung Digitaler Plattformen

## Veröffentlichungen
- Grundsatzfragen des Regulierungsrechts, Hrsg. Franz Jürgen Säcker und Matthias Schmidt-Preuß, Baden-Baden 2015, ISBN 978-3-8487-2097-2
- Regulierung und Gemeinwohl, Hrsg. Matthias Schmidt-Preuß und Torsten Körber, Baden-Baden 2016, ISBN 978-3-8487-3227-2
- Regulierung – Wettbewerb – Innovation, Hrsg. Torsten Körber und Jürgen Kühling, Baden-Baden 2017, ISBN 978-3-8487-4430-5
- Neue Gemeinwohlherausforderungen - Konsequenzen für Wettbewerbsrecht und Regulierung, Hrsg. Jürgen Kühling und Daniel Zimmer, ISBN 978-3-8487-6295-8
- Regulierung für Algorithmen und Künstliche Intelligenz, Hrsg. von Daniel Zimmer, ISBN 978-3-8487-8423-3